# May (altägyptischer Bürgermeister)

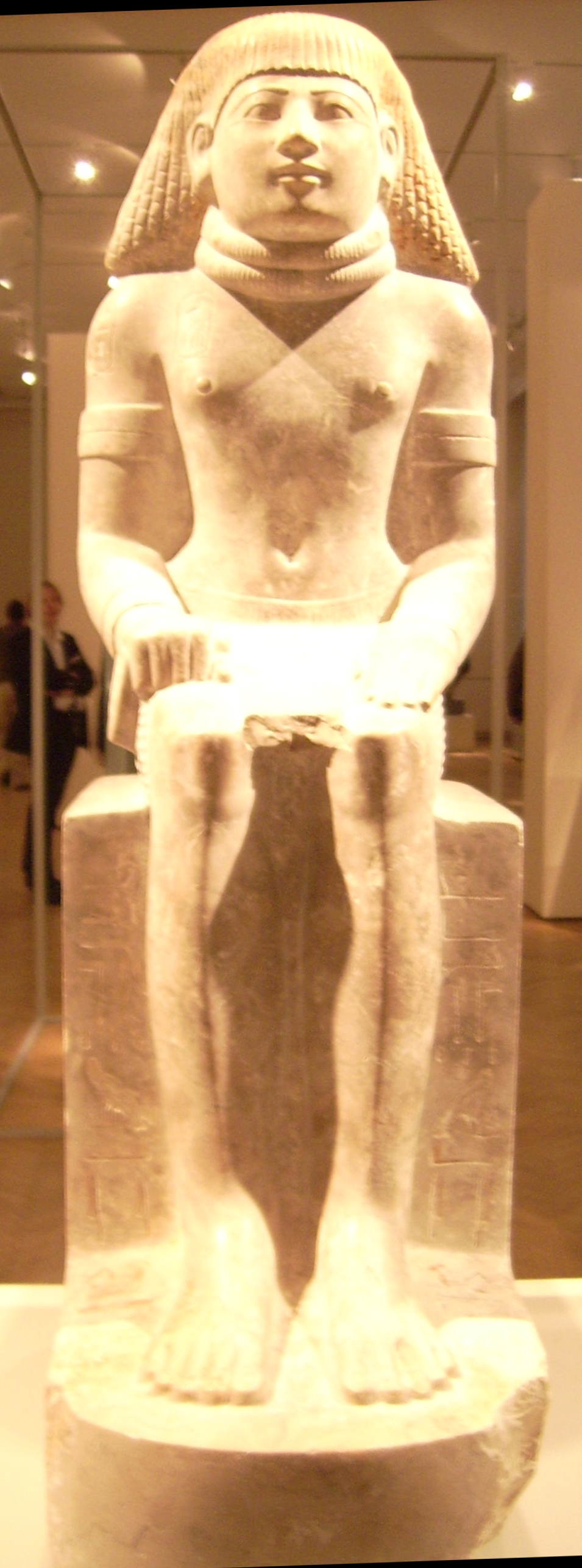
Statue des May, Ägyptisches Museum Berlin

May war ein altägyptischer Bürgermeister in Qaw el-Kebir unter Thutmosis III. (um 1479 v. Chr. bis etwa 1425 v. Chr.) in der 18. Dynastie (Neues Reich). May trug die Titel Vorsteher der Priester und Bürgermeister. Er ist von seinem Grab in Qaw el-Kebir und von zwei Statuen bekannt. Von seinem Grab fanden sich nur noch die unterirdischen Grabkammern, die stark beraubt waren. Hier stand aber auch ein Sarkophag, dessen Reste gefunden wurden. Der Sarkophag ist bemerkenswert, da er außen und innen dekoriert ist. Es gibt sonst nur wenige dekorierte Sarkophage aus der 18. Dynastie.
Eine seiner beiden Statuen befindet sich heute im Ägyptischen Museum in Berlin, die andere im Luxor-Museum. Der Text auf der Berliner Statue berichtet davon, wie ihm das Ehrengold vom König verliehen wurde. Auf der Statue befinden sich auch die Namen von Thutmosis III. Die Statue in Luxor ist unbeschriftet, stammt aber aus Qaw el-Kebir und wird May versuchsweise zugeordnet, vor allem da sie auch einen Mann mit dem Ehrengold geschmückt zeigt.